# Église Saint-Loup de Thuisy
Pour les articles homonymes, voir Église Saint-Loup.
L'église Saint-Loup est une église catholique située à Thuisy, hameau de la commune d'Estissac, dans l'Aube.

## Historique
Elle est l'église de l'ancienne paroisse de Thuisy, qui relevait du doyenné de Villemaur.
La nef est du XVIIIe siècle, l'abside et le transept sont du XVIe, comme les vitraux classés. La date 1509 figure sur une clef de voûte et celle de 1553 sur l'arc doubleau.
L'édifice est classé au titre des monuments historiques depuis 1986.